# جيرالد أشبي
جيرالد أشبي (بالإنجليزية: Gerald Ashby)‏ هو حكم كرة قدم بريطاني، ولد في 6 نوفمبر 1949 في ورشستر في المملكة المتحدة، وتوفي في 17 ديسمبر 2001.